# Juan de Cartagena
Juan de Cartagena fue el más alto representante de la Corona en la expedición de Magallanes. Además era capitán de la nao San Antonio y veedor general de la flota. En 1520 encabezó un motín contra Fernando de Magallanes en el puerto de San Julián, lugar en el que fue abandonado al fracasar el levantamiento.

## Biografía

### Primeros años
Poco se sabe de su vida antes de unirse a la expedición de Magallanes. Era sobrino o, según los rumores de la época, posible hijo ilegítimo del arzobispo Juan Rodríguez de Fonseca, que presidía el Consejo de Indias.

### Ruta de las especias
El 30 de marzo de 1519 fue nombrado por la reina Juana y su hijo Carlos veedor (supervisor) general y capitán de la tercera nao de la «Armada para el descubrimiento de la especería». Armada capitaneada por los portugueses Fernando de Magallanes y Ruy Faleiro con el objetivo de encontrar una ruta a «la especería dentro de los límites y de la demarcación española». Estos límites se habían acordado con Portugal en el Tratado de Tordesillas de 1494, fijándose una línea de demarcación que dividía el mundo entre ambas coronas.

### Se une a la expedición de Magallanes
En julio Juan de Cartagena llega a Sevilla junto con Cristóbal de Haro y el tesorero de la flota. Los recién llegados comienzan las disputas con Magallanes en la organización de la armada, llegando a mandar pagar todos los sueldos de los miembros de la armada excepto a los portugueses.
El 26 de julio el rey ordena que Ruy Faleiro, por problemas de salud, no forme parte de la armada y que se quede hasta otro viaje. Magallanes pidió que a Faleiro lo sustituyera Juan de Cartagena «como su conjunta persona». Juan de Cartagena fue nombrado capitán de la San Antonio, la nao de mayor porte de la flota que partió de Sanlúcar de Barrameda.
En Canarias Juan de Cartagena, junto con otros oficiales, le recuerda a Magallanes que debía consultar con él todas las cosas tocantes al viaje, como «conjunta persona», y con los otros oficiales, conforme a las instrucciones que llevaban del rey. Esto provocó de alguna manera el enojo entre ellos, porque Magallanes no estaba de acuerdo con ello. Cartagena le pide la derrota por donde habían de ir, y finalmente se la dio.
Más tarde, en la costa de Guinea, Magallanes modificó la derrota que les dio, y Cartagena preguntó, de una nao a otra, a Magallanes, la razón del cambio de la derrota. Magallanes le respondió que él sabía lo que hacía y que le siguiese, que a él no le tenía que dar cuenta.
En este tiempo, con mar en calma en la costa de Guinea, saludó una noche Cartagena desde su nao, con un marinero, a Magallanes, diciendo «Dios os salve, señor capitán y maestre y buena compañía». El saludo no agradó a Magallanes y mandó decir a Juan de Cartagena que no le saludase de aquella manera, sino llamándole «capitán general». Cartagena le respondió que le había saludado con el mejor marinero de la nao, y que quizá otro día le saludaría con un paje, y en tres días Cartagena no lo volvió a saludar.
En esos días, en la nao Victoria encontraron a un marinero cometiendo sodomía. Magallanes hizo botar fuera el esquife y mandó llamar a su nao a Cartagena y a los otros capitanes y pilotos de las otras naos, y discutieron entre ellos sobre la derrota y la manera de saludar, y Magallanes echó mano del pecho a Cartagena, diciendo «sed preso». Cartagena requirió a los otros capitanes y pilotos que le apoyasen para prender a Magallanes, pero no accedieron, quedando preso Cartagena en el cepo. Los oficiales rogaron a Magallanes que entregase a Cartagena en custodia a uno de ellos, y así Magallanes lo entregó al capitán de la Victoria, Luis de Mendoza, tomándole juramento de volver preso si él se lo pidiese.

### En la costa americana
Magallanes puso por capitán de la San Antonio, sustituyendo a Cartagena, a Antonio de Coca. Después, en la costa brasileña, sustituyó como capitán a António de Coca por Álvaro de Mezquita.

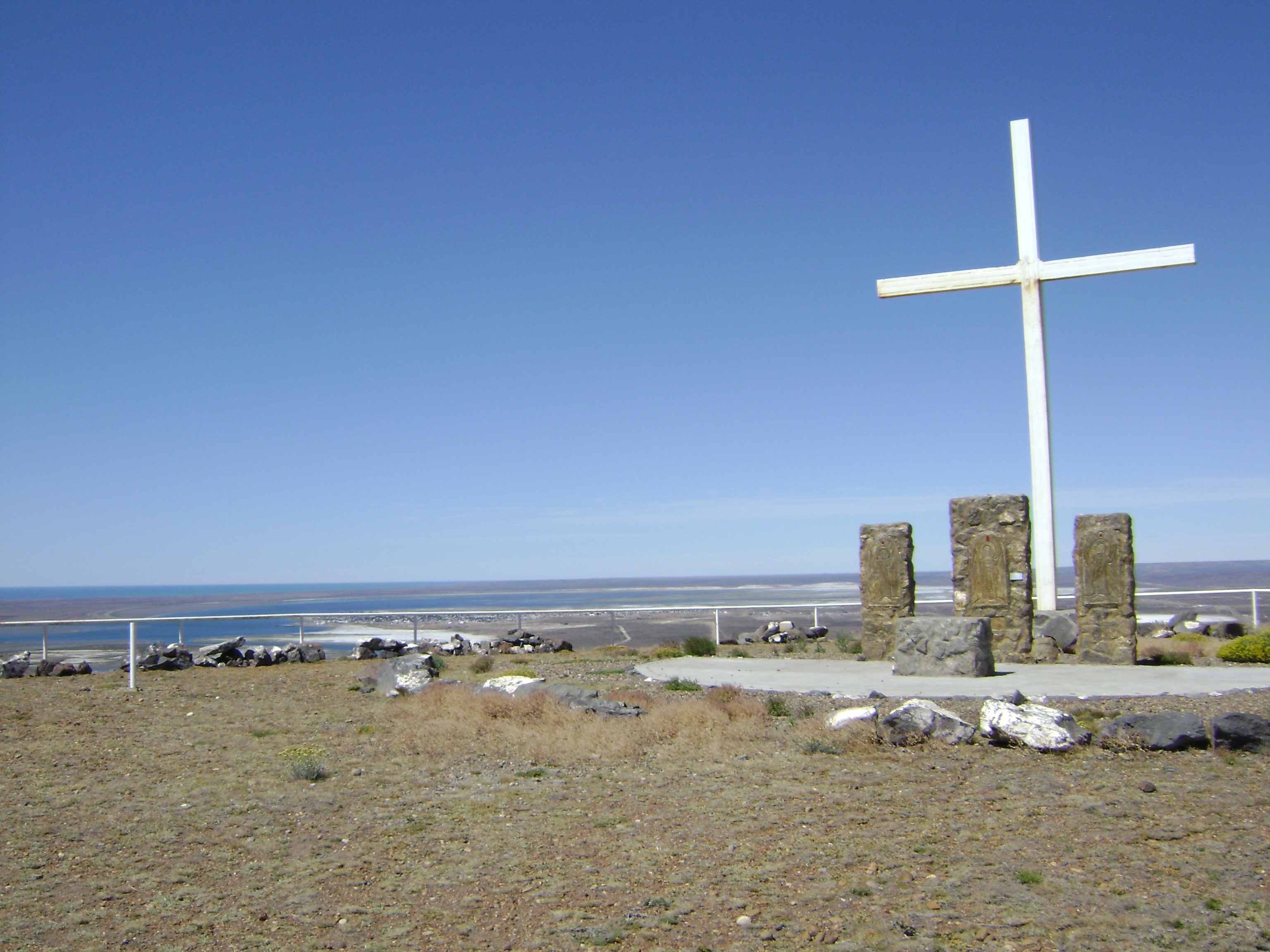
Monte Cristo, en San Julián, donde Magallanes mandó erigir una cruz.

### Motín en San Julián
La expedición llegó al puerto de San Julián (Patagonia argentina). Allí Magallanes dejó a Juan de Cartagena bajo la custodia de Gaspar de Quesada, capitán de la Concepción. Los capitanes y oficiales de la expedición, pareciéndoles inútil navegar por aquella costa y al ver que Magallanes no tomaba rumbo al cabo de Buena Esperanza, acordaron hacer un requerimiento a Magallanes. Una noche, Gaspar de Quesada, con el apoyo de Luis de Mendoza, pasó con una compañía de su nao a la San António y prendió a Álvaro de Mezquita, tomando el control de la nave. De esta forma, Cartagena, Quesada y Mendoza se apoderaron tres de las cinco naos de la escuadra, y presentan sus exigencias a Magallanes, que solo controlaba la Santiago y su nao, la Trinidad. Magallanes finge negociar y secretamente envía en el esquife de su nao a Gonzalo Gómez de Espinosa, su alguacil, con varios hombres armados a la Victoria, donde matan por sorpresa a Mendoza y se apoderaron de la nao sin resistencia por parte la tripulación. Al día siguiente las dos naves que quedaban en poder de los amotinados intentan hacerse a la mar pero son bloqueadas por Magallanes, que había situado sus naves a la salida de la bahía San Julián. La San Antonio se rinde tras un breve combate con la Trinidad, después lo hace la Concepción sin resistencia.

### Fracasa el motín
Fracasado el motín, Fernando de Magallanes condenó a muerte a Gaspar de Quesada, y mandó descuartizar su cadáver junto al de Luis de Mendoza. Cartagena fue condenado a ser abandonado junto con otro conspirador, el cura Pedro Sánchez de la Reina. La sentencia se ejecutó el 11 de agosto de 1520, cuatro meses después del motín, poco antes de que la flota partiera (21 de agosto) de su cuartel de invierno en San Julián. A Cartagena y al sacerdote se les dio una pequeña provisión de galleta de barco y agua potable, y se les dejó en una pequeña isla frente a la costa patagónica. Nada se supo después de su suerte.
Días después, el piloto de la nave San Antonio, Esteban Gómez, derrocó al capitán de la misma, Álvaro de Mesquita, primo de Magallanes, abandonando la expedición de Magallanes para regresar a España. Volvió a por Juan de Cartagena y Pedro Sánchez de la Reina pero no encontró ni rastro de ellos.